# Popovac (Novska)
Popovac Subocki est un village de la municipalité de Novska (comitat de Sisak-Moslavina) en Croatie. Au recensement de 2011, le village comptait 10 habitants.